# 八木秀次
八木 秀次（やぎ ひでつぐ、1886年（明治19年）1月28日 - 1976年（昭和51年）1月19日）は、電気工学、通信工学を専門とする日本の研究者、教育者。八木・宇田アンテナの発明家として知られる。東北帝国大学、大阪帝国大学教授、内閣技術院総裁を歴任し、東京工業大学、大阪帝国大学、武蔵工業大学で学長を務めた。八木アンテナ株式会社社長として企業家、参議院議員として政治家の経歴も持つ。日本学士院会員。勲一等瑞宝章受章、文化勲章受章、贈勲一等旭日大綬章（没時陞勲）。栄典は従二位。

## 概要
電気工学を専門とし、宇田新太郎と共に開発した「八木・宇田アンテナ」の共同発明者として知られている。東北帝国大学や大阪帝国大学での研究指導、教育や、東京工業大学、武蔵工業大学などで学長として奉職するなど、長年にわたり学術研究、教育分野で活躍した。大阪帝国大学理学部、興亜工業大学の創設にあたっては創設メンバーとして設立に尽力している。
太平洋戦争中は学界代表の立場で内閣技術院総裁を務め、戦後は右派社会党や日本社会党に所属し参議院議員として国政にも参画した。
また八木アンテナの発明を基に日立製作所の協力の下で八木アンテナ株式会社を創業し、企業家としても活動した。

## 来歴

### 大学卒業まで
大阪府大阪市東区北浜4丁目の八木忠兵衛、みちの三男として生まれる。父は両替商であった。大阪市愛日尋常小学校、第四高等小学校、大阪府第一中学校（北野中学に改称）に入学。1903年同中学を首席で卒業。すでに父が亡くなっていたが、19歳上の長兄は株屋に就職し、八木は経済的援助を受けた。なお、当時の株屋は世間の評判が低く、分家して八木家を継承した。1903年第三高等学校理科に入学。中学、高校時代には俳句など文学にも興味があった。1906年東京帝国大学工科大学電気工学科に入学した。無線に興味をもった。卒業時の成績は33名中5番であった。

### 仙台高等工業学校、東北帝国大学時代
山川義太郎教授の世話で大学卒業後直ちに仙台高等工業学校の講師となった。八木は東北帝国大学理科大学の本多光太郎の知遇を得、のちに長岡半太郎に伝え、長岡と本多の推薦で海外留学が八木に命じられた。1913年からドイツのドレスデン工科大学のバルクハウゼン教授の下で研究した。1914年、東京帝国大学工科大学の鯨井恒太郎と一緒にスイスにいたが、第一次大戦勃発でイギリスのロンドン大学のフレミング教授の研究室に移り、信認を博した。この頃には語学交換教師として、『源氏物語』の研究で有名なアーサー・ウェイリーに日本語を教えている。1915年は渡米し、ハーバード大学のピアス教授の下で研究した。八木の関心は次第に無線の方に移っていった。
帰国後の研究では、当時の電気工学の主たる関心がいわゆる強電と言われる電力工学にあったところをいち早く弱電と呼ばれる通信利用の分野の研究に取り組んだ。
研究活動の資金確保に当たっては、財団法人斎藤報恩会から「電気を利用する通信法の研究」（八木秀次、抜山平一、千葉茂太郎の共同研究）で1934年（昭和9年）度までに合計22万5000円の補助金を受けた。これらの成果として八木・宇田アンテナ、分割陽極型マグネトロン等の業績を生み出す。
八木が本多と懇意にしていることから、物理学科、金研で行われていた論文の輪読会にも出席していた。その席上であまりに鋭い指摘をするために、会の開催日を八木の属する電気工学科のゼミのある日と同じにして出席できないようにしようとする動きが出るほどだったという逸話がある。
八木は、「本質的な発明ができるようになるためには心眼（科学者としての勘）で電波が見えるようにならなければならない」と日頃から学生に教えていた。
米国企業の研究開発体制を参考にして、大学内に工学部附属電気通信研究所の設置を八木は構想するが、大学附属の電気通信研究所として実現されるのは大阪帝大が本務となった後の1935年（昭和10年）になる。

### 大阪帝国大学理学部時代
初代総長となる長岡半太郎からの二度にわたる要請により、八木自身の転任を前提に準備委員として理学部創立に尽力し、大阪帝国大学が本務となる。理学部物理学科の初代主任教授に就任する。
菊池正士の原子核物理研究を主任教授として予算的にも人的にも支援した。
講師として在職していた湯川秀樹がなかなか論文の発表が進まないところを叱咤激励し、それが後にノーベル物理学賞を受賞する中間子論に関する論文につながったといわれている。

### 東京工業大学時代
興亜工業大学（戦後、「千葉工業大学」に名称変更）の工学部の開設にあたっては、東京工業大学学長の八木が教授陣の構成に協力し、東京工業大学教授の山田良之助が現職のまま工学部長に就任することについて、文部省の許可を得るのに尽力している。

### 技術院総裁時代
八木はレーダー開発など立ち遅れていた日本の科学兵器開発を指導するため、海軍の永野修身軍令部総長の推薦を受けて技術院総裁に就任。
1944年（昭和19年）12月5日、宮城にて親任式が行われた。
内閣技術院の総裁である八木自身も熱線誘導兵器の研究を推進していた。因みに同研究は技術者の井深大と海軍技術将校の盛田昭夫が出会い、戦後ソニーを創業するきっかけとなった。
敗色濃厚となった1945年（昭和20年）には衆議院予算委員会で質問に応え、「技術当局は『必死でない必中兵器』を生み出す責任があるが、その完成を待たずに『必死必中』の特攻隊の出動を必要とする戦局となり慙愧に耐えない」との大意の答弁を行っている。これを聞いて委員会出席者中には涙する者もあったとの当時の報道がある。精神主義、特攻隊賛美ばかりが横溢する戦時下にあって、科学技術者としての勇気を示した発言として名高い。

### 戦後

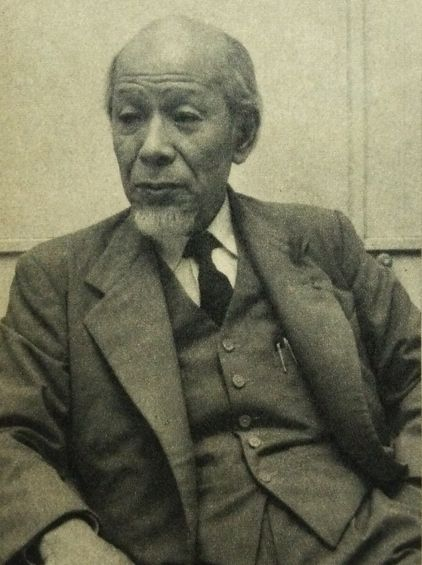
1956年、文化勲章受章

大阪帝大総長を公職追放で追われてからしばらくは生活に困窮した時期があった。この時、大正末に取得された八木・宇田アンテナの特許はすでに期限が切れていた。かつての同僚や弟子、その関係者たちが電気工学関係の書物を分担して執筆し、八木に印税を寄付して支援した。
八木は、1945年10月に幣原喜重郎首相が設置した戦争調査会の第五部会（科学技術）の部会長に任命された。
八木はドイツ・イギリス留学時代から労働運動や社会主義に関心があり、日本フェビアン協会の会員でもあった。戦後も政治に関わり、ジョージ・バーナード・ショーなどを読んでいたという。
直接の弟子でなく面識もない江崎玲於奈、西澤潤一を学士院賞に推薦した。晩年に至るまで学術の情報収集を欠かさず、人材の発掘・育成に尽くした。

## 年譜
- 1886年（明治19年）- 1月28日 大阪府に生まれる。

北野中学、三高を経て、
- 1909年（明治42年）- 7月 東京帝国大学工科大学電気工学科を卒業、7月 仙台高等工業学校電気科講師、12月 一年志願兵として中野電信隊に入営
- 1910年（明治43年）- 陸軍工兵軍曹、同年 仙台高等工業学校電気科教授
- 1913年（大正2年）- ドイツ・ドレスデン工科専門大学（現・ドレスデン工科大学）留学、バルクハウゼン教授に師事
- 1914年（大正3年）- スイス滞在中に第一次世界大戦が勃発したため、留学地をイギリスに移し、ユニバーシティカレッジのフレミング教授の下で実験研究に従事[14][15]
- 1915年（大正4年）- 渡米し、ハーバード大学のピアス（英語版）教授に師事
- 1916年（大正5年）- 帰国
- 1919年（大正8年）- 東北帝国大学工学部教授、工学博士の学位を取得、同年 安部恒子と結婚。
- 1924年（大正13年）- 東北帝国大学工学部長
- 1925年（大正14年）- 八木・宇田アンテナの基礎理論を提案。12月に指向性短波アンテナの特許を単独名で出願。
- 1926年（大正15年）- 八木・宇田アンテナを特許化（特許第69115号）[16]
- 1929年（昭和4年）- 東北帝国大学工学部長
- 1931年（昭和6年）- 大阪帝国大学理学部物理学科の初代主任教授就任を打診されて、一度は断るものの、再度の依嘱により諾意。12月に理学部創立委員を受諾。
- 1932年（昭和7年）- 大阪帝国大学理学部創立委員が正式に決まり、創立委員会が開かれる。10月に大阪帝国大学教授を兼任。
- 1934年（昭和9年）- 大阪帝国大学教授兼東北帝国大学教授として更任
- 1936年（昭和11年）- 依願免兼官[17]により、東北帝国大学教授を退官して、大阪帝国大学の専任となる。
- 1937年（昭和12年）- 電気通信学会会長
- 1939年（昭和14年）- 大阪帝国大学理学部長
- 1940年（昭和15年）- 電気学会会長
- 1942年（昭和17年）- 東京工業大学学長に就任[1][18]。
- 1943年（昭和18年）- 日本音響学会会長。10月に興亜工業大学（現・千葉工業大学）の顧問（顧問教授）の本多光太郎の後任として、同大学の相談役に就任。
- 1944年（昭和19年）- 内閣技術院総裁に就任[1]
- 1945年（昭和20年）- 1月 宮中講書始洋書進講[19][20][注釈 4]
- 1946年（昭和21年）- 大阪帝国大学総長に就任するもGHQの公職追放者指定を受けて辞職。日本アマチュア無線連盟会長に就任
- 1951年（昭和26年）- 日本学士院会員に選ばれる。大阪大学名誉教授。民主社会主義連盟会長に就任
- 1952年（昭和27年）- 八木アンテナ株式会社社長に就任[1]
- 1953年（昭和28年）- 第3回参議院議員選挙に全国区から右派社会党公認で出馬して51位で補欠当選（3年任期）
- 1955年（昭和30年）- 五島慶太に請われて武蔵工業大学（現・東京都市大学）学長に就任
- 1956年（昭和31年）- 第4回参議院議員選挙で落選
- 1957年（昭和32年）- 日本経営管理士会（現・日本経営管理協会）第2代会長に就任[21]
- 1974年（昭和49年）- 東北大学名誉教授
- 1976年（昭和51年）- 1月19日 死去。89歳没。墓所は東京都八王子市の東京霊園。

## 栄典
位階
- 1923年（大正12年）3月30日 - 正五位[22]
- 1928年（昭和3年）5月15日 - 従四位[22]
- 1933年（昭和8年）7月1日 - 正四位[22]
- 1938年（昭和13年）8月1日 - 従三位[22]
- 1944年（昭和19年）12月15日 - 正三位
- 1976年（昭和51年）1月19日 - 従二位

勲章
- 1924年（大正13年）2月23日 - 勲四等瑞宝章[22]
- 1928年（昭和3年）5月22日 - 勲三等瑞宝章[22]
- 1935年（昭和10年）5月11日 - 勲二等瑞宝章[22]
- 1945年（昭和20年）1月25日 - 勲一等瑞宝章[23]
- 1951年（昭和26年） - 藍綬褒章（電波指向方式に関する発明が評価されたもの）[24]。
- 1956年（昭和31年） - 文化勲章
- 1976年（昭和51年）1月19日 - 旭日大綬章

## 受賞
- 1958年（昭和33年）- デンマーク工学アカデミー「プールゼン金牌（英語版）」
- 1962年（昭和37年）- 第2回モントルー国際テレビジョンシンポジウム（スイス開催）表彰[25]
- 1985年（昭和60年）- 4月18日 特許制度制定百周年を記念して人選された「日本の十大発明家」の一人に選ばれる。
- 1995年（平成7年）- 6月 IEEE（米国電気電子学会）によって八木・宇田アンテナ発明を顕彰するIEEEマイルストーンが、東北大学に設置される[26]。

## レガシー
- 最晩年のあごひげを蓄えた胸像が東北大学工学部電気・情報系の中庭に置かれている。[27]
- 2016年（平成28年）1月28日には、八木の生誕130年を記念して、Googleのロゴマークが彼にちなんだものにされた[28]。